# Romancoke (Maryland)
 (juillet 2025).
Romancoke est une census-designated place située dans le comté de Queen Anne, dans l’État du Maryland, aux États-Unis. Lors du recensement de 2020, elle comptait 1 855 habitants.